# Grauspitz
Der Grauspitz ist mit 2599 Metern der höchste Berg des Fürstentums Liechtenstein. Der Doppelgipfel des Grauspitz besteht aus Hintergrauspitz (2574 m), auch Schwarzhorn genannt, und Vordergrauspitz (2599 m). Er gehört zum Gebirge Rätikon und befindet sich auf der Grenze zum Schweizer Kanton Graubünden.